# Тополя (Люблінське воєводство)
Тополя (пол. Topola) — село в Польщі, у гміні Ізбиця Красноставського повіту Люблінського воєводства.
Населення — 137 осіб (2011).
У 1975-1998 роках село належало до Замойського воєводства.

## Демографія
Демографічна структура станом на 31 березня 2011 року:
|          | Загалом | Допрацездатний вік | Працездатний вік | Постпрацездатний вік |
| -------- | ------- | ------------------ | ---------------- | -------------------- |
| Чоловіки | 65      | 12                 | 38               | 15                   |
| Жінки    | 72      | 15                 | 35               | 22                   |
| Разом    | 137     | 27                 | 73               | 37                   |